# Pleuronodes arida
Pleuronodes arida är en fjärilsart som beskrevs av George Francis Hampson 1902. Pleuronodes arida ingår i släktet Pleuronodes och familjen nattflyn. Inga underarter finns listade i Catalogue of Life.